# 大久保忠包
大久保 忠包（おおくぼ ただかね、天文9年（1540年） - 永禄4年9月13日（1561年10月21日））は、戦国時代の武将。通称大八郎 。

## 略歴
父は大久保忠員、母は某氏。初め僧侶となって慶典と号した。後に還俗し、永禄4年（1561年）9月13日ら藤波畷の戦いで討死した 。法名日常。